# Sam Wagstaff
Samuel Jones Wagstaff Jr (ur. 4 listopada 1921 w Nowym Jorku, zm. 14 stycznia 1987 tamże) – amerykański mecenas sztuki, kurator oraz kolekcjoner dzieł sztuki.

## Życiorys
Sam J. Wagstaff był synem Samuela Jonesa Wagstaffa Sr, adwokata z nowojorskiej rodziny o prawniczych tradycjach i polskiej emigrantki Olgi Piórkowskiej, która była ilustratorką w magazynie poświęconym modzie „Harper’s Bazaar”. Ukończył studia na Uniwersytecie Yale, po czym wstąpił do United States Navy, gdzie osiągnął stopień chorążego. Podczas działań wojennych brał udział w operacji Neptun. Po zakończeniu działań wojennych Wagstaff rozpoczął studia w zakresie renesansu na Uniwersytecie Nowojorskim, w Instytucie Sztuk Pięknych. W 1959 otrzymał stypendium Davida Finleya i, równocześnie studiując, rozpoczął pracę w National Gallery of Art w Waszyngtonie. Został kuratorem sztuki współczesnej w Wadsworth Atheneum w Hartford w stanie Connecticut, pełnił tę funkcję od 1961 do 1968. W tym czasie m.in. pełnił mecenat nad pierwszym pokazem twórczości Tony’ego Smitha. Od 1968 do 1971 był kuratorem sztuki w Detroit Institute of Art w Detroit, gdzie jego praca zakończyła się skandalem podczas pokazania instalacji Michaela Heizera Ściągnięcie mas geometrycznych, kiedy to twórca zniszczył trawnik przez Instytutem. Po tym zdarzeniu Wagstaff powrócił do Nowego Jorku. W 1973 na wystawie fotografiki malarstwa z lat 1890–1914 poznał Roberta Mapplethorpe’a, z którym połączyło go zamiłowanie do sztuki oraz pasja fotograficzna i z którym pozostawał w związku homoseksualnym do końca swojego życia. Po tej wystawie Wagstaff doszedł do wniosku, że dawne fotografie stanowią najmniej docenione dzieła sztuki. Sprzedał dotychczas gromadzoną kolekcję obrazów i za uzyskane środki zaczął skupować XIX-wieczne amerykańskie, angielskie i francuskie fotografie. Następnie pod wpływem swojego partnera rozszerzył swoje zainteresowania fotografiką w kierunku współczesnych, często dość kontrowersyjnych trendów. Za 500 000 dolarów kupił poddasze budynku przy West 23rd Street, które ofiarował Mapplethorpe’owi na pracownię, a później zakupił pomieszczenia przy Bond Street z przeznaczeniem na profesjonalną ciemnię. Wkrótce kolekcję Samuela Wagstaffa uznano za jedną z najlepszych prywatnych lokat kapitału w Stanach Zjednoczonych. Wystawa fotografii należących do Wagstaffa została zorganizowana przez Corcoran Gallery of Art w Waszyngtonie w 1978. Część kolekcji została opublikowana w formie albumu, a następnie była wystawiana w wielu galeriach amerykańskich.
Kolekcja fotografii została sprzedana J. Paul Getty Museum w Malibu w Kalifornii, w 1984, za niebagatelną kwotę 5 milionów dolarów. Z uzyskanych środków Wagstaff rozpoczął kolekcjonowanie XIX-wiecznego amerykańskiego srebra, które było wówczas mało doceniane przez kolekcjonerów dzieł sztuki. Niestety nie dokończył swojego dzieła; zmarł na zapalenie płuc, które nastąpiło w wyniku powikłań przy zakażeniu wirusem HIV. Po jego śmierci kolekcję sreber wystawiono w New-York Historical Society.

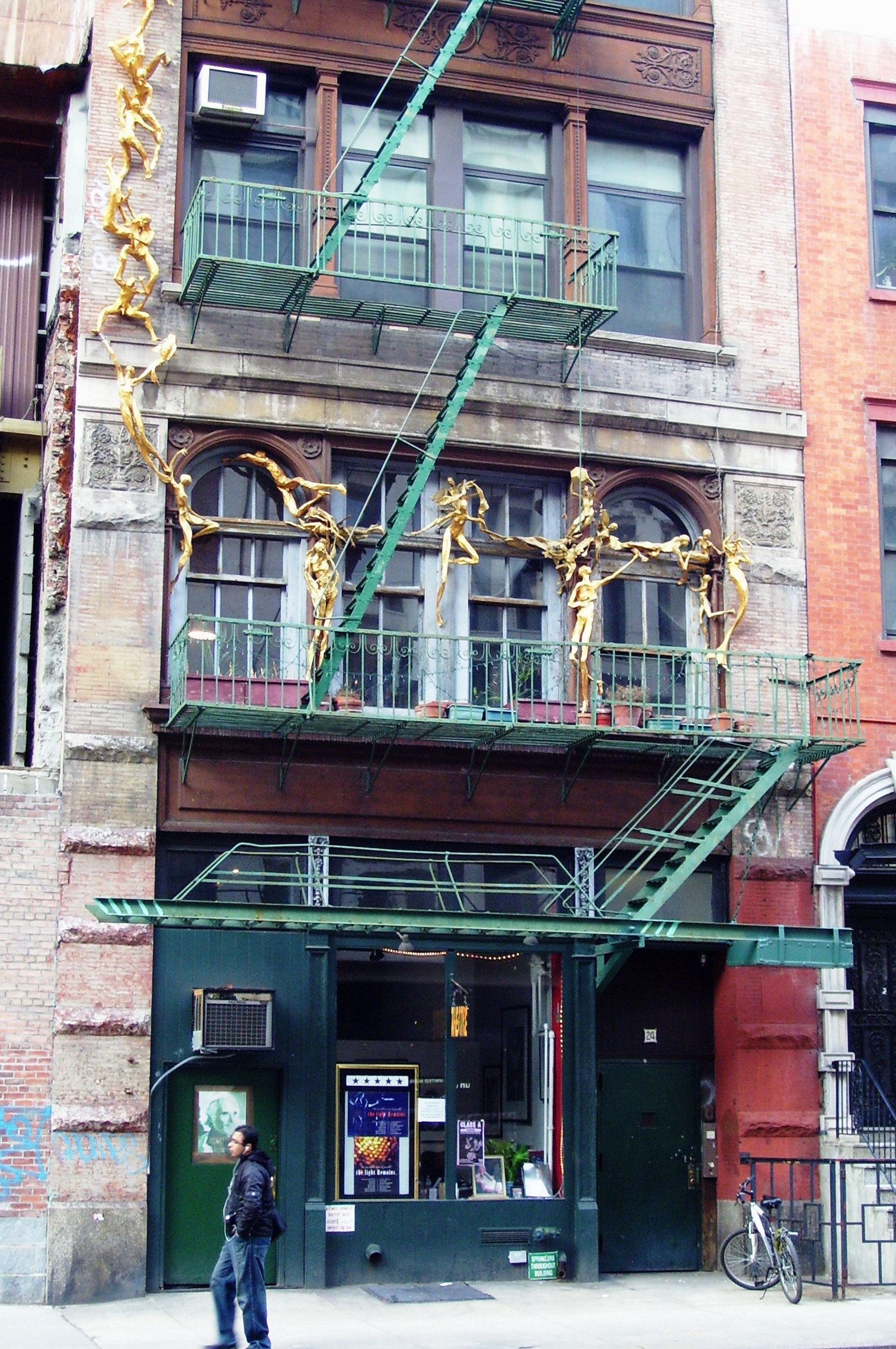
Dom przy 24 Bond Street, tu mieściło się studio fotograficzne Sama Wagstaffa oraz Mapplethorpe’s Studio.

## Samuel J. Wagstaff Papers
Kolekcja obejmuje zbiór korespondencji, pism, dokumentów, druków i fotografii z lat 1932–1985 dokumentujących życie zawodowe Sama Wagstaffa, jego osobiste relacje z artystami i fotografikami oraz przebieg kariery jako kuratora sztuki, a także obrazujących rolę kolekcjonowania malarstwa i fotografiki w jego życiu.
Korespondencja z artystami, kuratorami artystów, organizacjami artystycznymi, galeriami i muzeami odzwierciedla różnorodność współczesnej sztuki amerykańskiej i obejmuje osoby związane z twórczością ekspresjonistów, minimalistów, pop-artu, sztuki konceptualnej i rzeźby naturalnej.
Dzięki kolekcji dokumentów Wagstaff jest postrzegany jako pierwszy kolekcjoner i kurator, który okazał wsparcie finansowe wielu wcześniej nieznanym twórcom. Z dokumentów Wagstaffa można zauważyć, że pomoc stypendialna której udzielał dotyczyła dużej ilości twórców. Poza środkami finansowymi istotną rolę odgrywała kuratela i wsparcie moralne. Z zachowanych notatek daje się stwierdzić, że z pomocy Samuela Wagstaffa skorzystali m.in. Dan Basen, George Brecht, James Lee Byars, Walter de Maria, Mark Di Suvero, Albert Fine, Dan Flavin, Ann Halprin, Grace Hartigan, Charles James, Philip Johnson, Ray Johnson, Doreen Manning i Robert Manning, Agnes Martin, Gordon Newton, Claes Oldenberg, Ad Reinhardt, Dieter Rot, Alan Saret, Richard Tuttle, Maya Wilson i Andy Warhol.
Do pism Wagstaffa zalicza się jego opracowania np. „Patrząc na Modern Art”, przygotowane dla Trinity College Library. Do kolekcji zalicza się również dzieła innych autorów m.in. Bruce’a Bennarda „The Photographer Rediscovered”, „Pop Art” Henry’ego Geldzahlera i „Photographic Collection” Bonnie Barrett Stretch oraz rysunki Bruce’a Kleinsmitha.
Wśród materiałów drukowanych są książki, katalogi wystaw i prospekty, czasopisma, artykuły prasowe, reprodukcje i inne druki związane z fotografią i sztuką.
Na fotograficzną część kolekcji składają się głównie kopie grafik i niewielka liczba oryginalnych odbitek. Znajdują się tam również zdjęcia z wystaw, instalacji i inne.
Wśród osób przedstawionych na fotografiach można zobaczyć między innymi Bellę Abzug, Angelę Davis, Wendella Forda, Andy’ego Warhola.
Kolekcja jest podzielona na pięć serii:
- seria 1: korespondencja, 1932–1986
- seria 2: pisma, 1961–1983
- seria 3: różne dokumenty i artefakty, 1970–1980
- seria 4: materiały drukowane, 1914–1988
- seria 5: zdjęcia, 1975–1982.

## FilmBlack White + Gray
W 2008 James Crump nakręcił film pt. Black White + Gray, opowiadający o życiu Samuela Wagstaffa i Roberta Mapplethorpe’a oraz Patti Smith. Autor stworzył ten obraz, kierując się często pomijaną kwestią. Robert Mapplethorpe przeszedł do historii jako jeden z najważniejszych twórców fotografii współczesnej, a szczególnie gejowskiej oraz jako twórca Robert Mapplethorpe Foundation. Niedostrzegany jest fakt, że jego kariera i dorobek finansowy zapewne nigdy nie rozwinęłyby się bez moralnego i finansowego wsparcia Samuela Wagstaffa. Wiedza ta jest znana tylko niewielkiej grupie ludzi, którzy bezpośrednio zetknęli się z nimi w życiu prywatnym.